# Gira a la izquierda
Gira a la izquierda (Turn Left) es el undécimo episodio de la cuarta temporada moderna de la serie británica de ciencia ficción Doctor Who, emitido originalmente el 21 de junio de 2008. Se trata de un episodio "ligero", en el que el habitual protagonista David Tennant queda en un segundo plano, y la acción se enfoca en Catherine Tate como Donna Noble, y sus encuentros con Rose Tyler (Billie Piper) que, tras realizar cameos silentes a lo largo de la temporada, en este episodio adquiere un papel más principal en la acción.

## Argumento
El Décimo Doctor (David Tennant) y Donna Noble (Catherine Tate) están explorando un mercadillo en el planeta Shan Shen. Una pitonisa (Chipo Chung) se aproxima a Donna y le convence de leerle el futuro gratis. La pitonisa ayuda a Donna a recordar el evento que provocó que conociera al Doctor. Donna estaba en una bifurcación en la carretera con su madre Sylvia y discutían sobre qué camino escoger. Donna quería girar a la izquierda y aceptar un trabajo temporal en la firma de seguridad H. C. Clements mientras Sylvia quería que girara a la derecha y aceptara un trabajo de secretaria. La pitonisa le da la oportunidad de elegir otra vez y le anima a girar a la derecha esta vez. Al hacerlo, un enorme escarabajo se le pega en la espalda.
La decisión de Donna crea un universo paralelo con cambios importantes en la historia. En este mundo, girar a la derecha significaba que Donna nunca conoció al Doctor y no pudo evitar que matara a la emperatriz de Racnoss en La novia fugitiva. Así, el Doctor murió sin tener tiempo de regenerarse al ahogarse en las aguas del Támesis, y no pudo intervenir en otros eventos que afectaron drásticamente a la Tierra. Entre otros cambios se incluye la muerte de Sarah Jane Smith y Martha Jones en los eventos de Smith y Jones, la destrucción de Londres con millones de muertos cuando el Titanic se estrelló contra el Palacio de Buckingham en El viaje de los condenados, millones de muertos en los Estados Unidos por la crianza de los adiposos en Compañeros de delitos, y la muerte del equipo de Torchwood al intentar evitar la invasión Sontaran de El cielo envenenado.
Donna y su familia escaparon de la destrucción de Londres cuando Rose Tyler (Billie Piper) apareció y convenció a Donna de abandonar Londres a tiempo. Como resultado del accidente del Titanic, muchos londinenses se quedaron sin hogar y se vieron obligados a vivir bajo la ley marcial en alojamientos compartidos. Rose aparece otra vez ante Donna y le dice que necesita que Donna venga con ella, pero que al hacerlo Donna morirá. Donna se niega, y Rose le dice que volverá en tres semanas. Transcurrido ese tiempo, Donna y Wilfred (Bernard Cribbins) con el telescopio se dan cuenta de que las estrellas están desapareciendo del cielo. Esto le convence de que debe ir con Rose, y cede, marchándose. Rose le lleva a UNIT y le explica que las estrellas están desapareciendo en todos los universos. Le explica que ha podido viajar entre universos otra vez porque los muros de la realidad se están derrumbando, y el Doctor es el único que puede detenerlo.
Donna le presenta una TARDIS moribunda, que UNIT ha logrado conectar a una máquina del tiempo improvisada. Rose usa energía de la TARDIS para mostrarle a Donna el escarabajo que tiene en la espalda, pero le dice que no saben lo que es. Le insiste en que debe volver atrás en el tiempo al día en que hizo el giro y volver a escoger girar a la izquierda. Pero transportan a Donna demasiado lejos para contactar consigo misma directamente. En su lugar decide echarse a un camión y dejar que le atropelle, provocando un atasco que obligará a su yo pasado a girar a la izquierda. Mientras Donna agoniza en el suelo, Rose le susurra un mensaje al oído para el Doctor. La Donna del coche gira a la izquierda, y el universo alternativo desaparece. El escarabajo se cae de la espalda de Donna, y la pitonisa huye diciendo aterrorizada que quién es Donna y en qué se va a convertir.
El Doctor oye el grito de Donna y llega corriendo. Tras examinar el escarabajo, el Doctor comenta lo raro que era que un universo paralelo se hubiera formado alrededor de ella en lugar de simplemente reescribirse la realidad como hubiera sido lo habitual en ese caso. Esto le hace a Donna recordar el mensaje del Doctor, que le dice al Doctor. Rose le dijo dos palabras: "lobo malo". El Doctor entra en pánico y al salir encuentra una vez más las palabras "lobo malo" escritas por todas partes. Sale corriendo hacia la TARDIS solo para escuchar la campana de emergencia y darse cuenta de que el universo está en peligro.

## Producción
Gira a la izquierda es un episodio "ligero", una producción de bajo presupuesto en la que el Doctor aparece de forma reducida. En lugar de que Donna también apareciera de forma reducida como en episodios ligeros anteriores (Amor y monstruos y Parpadeo, en esta temporada se decidió hacer un episodio "ligero de acompañante" (Medianoche) y este episodio "ligero de Doctor" que se enfocó en Donna y Rose. El autor del episodio fue el productor ejecutivo Russell T Davies. Davies comparó la trama del episodio (la vida sin el Doctor) con la película de 1998 Sliding Doors. Davies esperaba hacer que el espectador se preguntara: "¿El Doctor provoca muerte o la evita?". El episodio se enfoca en la escalada de muertes sin el Doctor; la cuenta implícita de muertes sorprendió a Davies cuando escribió el guion. El protagonista David Tennant citó las muertes que rodeaban a su personaje como la mayor parte de la culpa del Doctor. La frase que describe el tono del episodio era "la vida en tiempos de guerra"; Davies reflejó su descripción comparando a los extranjeros en campos de trabajo como Rocco Colasanto con los campos de concentración de los nazis:

Hay un camión abierto del ejército en la calle, hay dos soldados. Toda la familia Colasanto está en la parte de atrás: la abuela, dos mujeres y un hombre de cincuenta y tantos, una mujer y un hombre de treinta y tantos, dos adolescentes y un niño. Todos cabizbajos. Wilf está fuera mirando. Ceño fruncido.
Donna: ¿Oh, pero por qué teneis que iros?
Sr Colasanto: ¡Es la nueva ley! Inglaterra para los ingleses y todo eso. No pueden mandarnos a casa, los océanos están cerrados, ¡están construyendo campos de trabajo!
Donna: Lo sé, ¿pero para trabajar en qué? No hay trabajo.
Sr Colasanto: Coser, cavar, ¡está bien! Ahora déjalo antes de que te bese demasiado. ¡Wilfred! ¡Mi capitano!
Le da Wilf un saludo. Wilf se lo devuelve. Los dos afectados. Entonces el Sr. Colasanto entra en el camión. Donna se queda junto a Wilf.
Donna: Va a estar todo muy silencioso sin ellos. Aun así, tendremos más espacio.
Wilf: Campos de trabajo. Así los llamaron la última vez.
Donna: ¿Qué quieres decir?
Wilf: Está pasando otra vez.
Donna: ¿El qué?
Mira al camión. El Sr. Colasanto está abrazando a su mujer. Y la farsa ha caído. Los dos están llorando.
Russell T Davies, guion de Gira a la izquierda.

Davies enfatizó el desarrollo de los personajes de Rose Tyler y Donna; Susie Liggat, la productora del episodio, pensó que la descripción de Donna como "la mujer más importante de toda la creación" fue terapéutica para Donna, y el que Donna se diera cuenta de que debía morir se pretendía que fuera la culminación de la maduración del personaje.
Un componente clave del episodio fue el regreso de Rose Tyler, interpretada por Billie Piper. Ese regreso estaba planeado ya desde el rodaje de la segunda temporada. En enero de 2006, Piper hizo un pacto prometiendo volver para rodar algunos episodios más. Davies y Piper citaron otros proyectos de ella para explicar que su partida era permanente. Davies creó la expectación con el regreso de Rose mencionándola en diálogo y haciéndola aparecer en cameos silenciosos en Compañeros de delitos, El cielo envenenado y Medianoche.
Davies comenzó a escribir el episodio el 27 de octubre de 2007. Ya iba varias semanas con retraso y tuvo que rechazar una aparición en los National Television Awards cuatro días antes para tener el guion a tiempo. Describió el escribir este guion como "mucho más difícil de desarrollar porque necesitaba mucha construcción": admitió que la escena de apertura pudo haber sido tres veces más largo que la versión que escribió, más larga que cualquier otra escena que nunca hubo escrito. Tuvo mucho cuidado de que no entrara en conflicto con la historia en dos partes de Steven Moffat, Silencio en la biblioteca/El bosque de los muertos, porque también contenía un mundo paralelo. Davies se retrasó por la muerte de Howard Attfield, intérprete del padre de Donna, Geoff, y la dificultad de escribir el diálogo de Rose; tuvo que apresurar el final en el guion para asegurarse de que estaría listo para rodar. Lo terminó el 2 de noviembre para que el resto del equipo de producción pudiera prepararse para rodar.
Davies explicó el clímax del episodio (los efectos del aviso de Rose) en el episodio acompañante de Doctor Who Confidential. Las palabras no eran un daño inherente; "lobo malo" era un signo de aviso para el Doctor, y la invocación de Rose de la frase señala que los universos paralelos de Rose y el Doctor están colapsando el uno contra el otro. Davies se negó a decir si el episodio era parte o no del final, prefiriendo quedarse al margen del inminente debate de los fanes. Doctor Who Magazine lo describió como "actuando en parte como un preludio del climax en dos partes de la temporada".

### Escarabajo del tiempo
El "escarabajo del tiempo", responsable de la creación de la línea temporal paralela, se describe en el guion como "un enorme escarabajo negro... caparazón brillante, patas giratorias negras y flexibles, mandíbulas que hacen pinza juntas". Su diseño bebe de la araña gigante de Metebelis 3 que se engancha a la espalda de Sarah Jane Smith en Planet of the Spiders. La apariencia de escarabajo normal de la Tierra fue deliberada; el diseñador de prótesis Niell Gorton pensó que esa familiaridad ayudaría a la narración y citó como ejemplos las gatas monjas de Nueva Tierra y los Judoon de Smith y Jones. La prótesis se hizo con fibra de vidrio y encajaba en un arnés para no molestar la interpretación de Catherine Tate. El director del episodio Graeme Harper explicó en los audiocomentarios del episodio que solo personajes psíquicos como Lucius de Los fuegos de Pompeya eran conscientes de la existencia del escarabajo.
El Doctor menciona que esta criatura es un miembro de "la patrulla del Trickster". El Trickster (Paul Marc Davis) es un enemigo recurrente del spin-off The Sarah Jane Adventures cuyo modus operandi es cambiar la historia alterando momentos cruciales. Russell T Davies enlazó explícitamente al Escarabajo del Tiempo a este villano de Sarah Jane, y en Doctor Who Confidential se mostró un fragmento del episodio de Sarah Jane Whatever Happened to Sarah Jane en el que el Trickster la amenaza con ir a por el Doctor. Los eventos de este episodio son el cumplimiento de esa promesa.

## Emisión y recepción

### Audiencias
Gira a la izquierda tuvo una audiencia de 8,09 millones de espectadores, un 35% de share y una puntuación de apreciación de 88, considerada excelente. Fue el cuarto programa más visto de la semana, la posición más alta de un episodio ordinario de Doctor Who hasta la fecha. Entre los lectores de Doctor Who Magazine, fue votado como la segunda mejor historia de la cuarta temporada, por debajo de La Tierra robada y El fin del viaje, con una puntuación media de 8,81 sobre 10, y fue el cuarto episodio mejor recibido de la temporada entre los miembros del Doctor Who Forum, con un índice de aprobación de 88%.

### Recepción y análisis
El episodio tuvo un recibimiento positivo de la crítica, muchos citando la energía de la interpretación de Tate. Ben Rawson-Jones de Digital Spy le dio al episodio 4 estrellas sobre 5. Al compararlo con Sliding Doors y hablando del tropo de las historias alternativas, pensó que la idea estaba sobreexplotada, pero fue "un esfuerzo intrigante" y dijo que Davies se movió equilibradamente entre la frivolidad y "la oscuridad desoladora". Describió el guion como "potente... para un programa familiar... Wilf recordó conmovido los horrores que había experimentado en la última Guerra Mundial". Sobre la interpretación de Piper, comparó su acento con "tener la boca entumecida con anestesia local".
Mark Wright de The Stage hizo una crítica favorable del episodio. Se refirió a su crítica de Medianoche, cuando dijo que era el mejor guion hasta la fecha de Davies, y se preguntó si lo mejoraría con los siguientes tres episodios, y escribió que este episodio "posiblemente se queda a unos pasos" de Medianoche. Wright explicó que Gira a la izquierda tuvo resonancia para él porque remarcaba lo importante que es el Doctor en ese universo ficticio. Su crítica alabó la interpretación de Tate como la Donna que no conoció al Doctor como "una verdadera interpretación de personaje" que ejemplificaba las múltiples facetas de la actriz. Su mayor punto de crítica fue la aparición de Rose y la prótesis del Escarabajo del Tiempo: no le pareció nada del otro mundo la reapariciónd e Rose, pero admitió que Piper era "parte integral del primer éxito de la nueva Who"; y pensó que la prótesis del escarabajo era "un inconvincente trozo de plástico" reminiscente del bajo presupuesto de la serie clásica. Cerro su crítica diciendo que el episodio "dice tanto sobre el pasado de Doctor Who como de su futuro", y esperó con ansiedad los dos últimos episodios de la temporada.
Travis Fickett de IGN le dio al episodio un 7,8 sobre 10. Caracterizando el episodio como "la calma antes de la tormenta, el aparentemente inocuo episodio de relleno que acaba siendo el precursor de la conclusión ruidosa", escribió que el episodio "cumple con su trabajo", alabando específicamente a Tate por su capacidad de "llevar el peso del episodio". Alabó el cliffhanger como el mejor momento del episodio; escribió que fue "un gran momento, y preparó una premisa lo suficientemente enorme para los episodios de despedida de Davies". Criticó dos puntos importantes del episodio: pensó que la prótesis del escarabajo no era convincente, y criticó las preguntas de Donna de por qué la gente seguía mirándole la espalda; y pensó que el episodio fue un punto álgido de Davies, reminiscente de alguien que recuerda al espectador de un evento y después se mueve al siguiente punto. En conclusión, escribió que había un sentido de que "algo se había perdido del procedimiento", pero comentó que el episodio "sirvió como una buena preparación del climax en dos partes de la cuarta temporada".
Simon Brew de Den of Geek dijo que Gira a la izquierda era "bueno de verdad". Le permitió a Tate y Cribbins actuar con más flexibilidad; y que otros actores de reparto podían aprender de la contribución de Davies al episodio. Fue crítico con la interpretación de Piper, la prótesis del escarabajo y que Tate actuaba a ratos como sus personajes de The Catherine Tate Show. "Aun así fue un episodio intrigante, muy bien manejado. Los continuos cambios en el tono del guion funcionaron como amenaza, ya que cada vez que las cosas empezaban a mejorar, de repente volvían a girar a algo peor. Y preparó todo para la doble conclusión, no sólo de la temporada, sino del arco argumental de cuatro temporadas de RTD".